# Svoradova jeskyně
Svoradova jeskyně je přírodní památka v katastrálním území města Nitra v Nitranském kraji na Slovensku. Chráněné území bylo vyhlášeno v roce 1994. Předmětem ochrany je volně přístupná jeskyně. Jeskyně se nachází na vrchu Zobor, na území nejjižnějšího výběžku chráněné krajinné oblasti Ponitří a národní přírodní rezervace Zoborská lesostep.